# سنکچوئری رکوردز
سنکچوئری رکوردز (انگلیسی: Sanctuary Records) یک ناشر موسیقی بریتانیایی بود که در سال ۱۹۷۹ آغاز به کار کرد.